# Bickendorf
Bickendorf is een plaats in de Duitse deelstaat Rijnland-Palts, en maakt deel uit van de Eifelkreis Bitburg-Prüm.
Bickendorf telt 522 inwoners.

## Bestuur
De plaats is een Ortsgemeinde en maakt deel uit van de Verbandsgemeinde Bitburger Land.
Verbandsvrije stad:  Bitburg